# Ван Кессел, Ливе
Ливе ван Кессел (нидерл. Lieve van Kessel; род. 15 сентября 1977, Амстердам) — нидерландская хоккеистка на траве, нападающий. Серебряный призёр летних Олимпийских игр 2004 года, серебряный призёр чемпионата мира 2002 года, чемпионка Европы 2003 года.

## Биография
Ливе ван Кессел родилась 15 сентября 1977 года в нидерландском городе Амстердам.
Играла в хоккей на траве за «Хилверсюмсе», в составе которого в 1998 году стала чемпионкой Нидерландов по индорхоккею. В 1999 году перешла в «Хертогенбос», в с которым по пять раз выигрывала чемпионат Нидерландов и Кубок европейских чемпионов (2000—2004), а также в 2002 году стала чемпионкой страны по индорхоккею. После годичной паузы в карьере в 2005 году перебралась в «Пиноке».
30 ноября 2001 года дебютировала в женской сборной Нидерландов в Кильмесе в матче против Аргентины (2:1).
В 2002 году завоевала серебряную медаль чемпионата мира в Перте.
В 2003 году выиграла золотую медаль чемпионата Европы в Барселоне.
Дважды становилась бронзовым призёром Трофея чемпионов — в 2002 году в Макао и в 2003 году в Сиднее.
В 2004 году вошла в состав женской сборной Нидерландов по хоккею на траве на летних Олимпийских играх в Афинах и завоевала серебряную медаль. Играла на позиции нападающего, провела 6 матчей, мячей не забивала.
В 2001—2004 годах провела за женскую сборную Нидерландов 68 матчей, забила 7 мячей. В составе сборной страны по индорхоккею провела 5 матчей, забила 5 мячей.
В 2008 году была менеджером женской сборной Нидерландов по индорхоккею, завоевавшей бронзу на чемпионате Европы в Альмерии.